# Elsdorf (Basse-Saxe)
Pour les articles homonymes, voir Elsdorf.
Elsdorf est une municipalité allemande du land de Basse-Saxe et l'arrondissement de Rotenburg (Wümme). En 2014, elle comptait 2 043 hab.

## Source
- (de) Cet article est partiellement ou en totalité issu de l’article de Wikipédia en allemand intitulé « Elsdorf (Niedersachsen) » (voir la liste des auteurs).